# Ulrike Luderer
Ulrike Luderer (* 16. November 1954 in Berlin) ist eine deutsche Schauspielerin. Sie ist die Tochter der Schauspielerin Edith Volkmann und des Regisseurs Wolfgang Luderer. 

## Biografie
Sie wuchs in München auf und studierte dort Schauspiel an der Neuen Münchner Schauspielschule. Ulrike Luderer hatte nach der Schauspielschule erste Engagements am Theater und im Fernsehen. Die heute freiberufliche Schauspielerin steht seit 1980 bei zahlreichen Tourneen, Gastspielen und bei Festspielen auf der Bühne. Im Fernsehen war sie u. a. in SOKO 5113, Die Brüder, Marienhof und In aller Freundschaft zu sehen.
Im Alter von 17 Jahren sprach sie in der WDR-Serie Robbi, Tobbi und das Fliewatüüt die Rolle des Tobbi. Seitdem ist sie auch als Synchronsprecherin und als Sprecherin für Hörbücher der Blindenhörbücherei München tätig.
2003 übernahm sie mit der Rolle des  Frl. Schneider in  Cabaret ihre erste Musicalrolle bei den Burgfestspielen Jagsthausen und spielte diese Rolle auch an der Oper in Chemnitz. Eigene Lesungen verschiedener Autoren und musikalische Programme (Jazzballaden und Standards) ergänzen den künstlerischen Werdegang.
Ihre Ehe mit Günter Mack wurde geschieden. Seit Herbst 2003 lebt Ulrike Luderer wieder in Berlin.
Sie ist Mitglied der Deutschen Filmakademie und Mitglied des Bundesverbandes der Film- und Fernsehschauspieler.

## Auszeichnungen
Für ihre Rolle der „Sepherl“ im Kinofilm Sternsteinhof erhielt sie 1976 den Bundesfilmpreis in Gold für darstellerische Leistung.

## Filmografie

### Kino
- 1976: Sternsteinhof

### Fernsehen (Auswahl)
- 1970: Der Fall von nebenan
- 1972: Robbi, Tobbi und das Fliewatüüt (Fernsehserie, nur Stimme)
- 1978: Der alte Feinschmecker
- 1984: Feuer für den großen Drachen
- 1992–1995: Marienhof (Fernsehserie)
- 1997: Ein Mann steht seine Frau
- 1998: Dr. Stefan Frank – Der Arzt, dem die Frauen vertrauen (Fernsehserie, 1 Folge)
- 2006: In aller Freundschaft (Fernsehserie, eine Folge)